# Österreichs Frauenzeitung
Österreichs Frauenzeitung war eine österreichische Frauenzeitschrift, die zwischen 1927 und 1932 monatlich erschien. Die Zeitschrift war 1927 als Die Frau und ihre Interessen gegründet worden und ging 1932 in der Zeitschrift Die Österreicherin auf. 
Die Erstausgabe von Die Frau und ihre Interessen erschien im März 1927 und trug den Zusatztitel Zeitschrift für die gesamte Frauenwelt. Mit der Ausgabe vom Mai 1927 wurde der Zusatztitel in Erste österreichische Frauenzeitschrift geändert, im November 1927 lautete der Titel schließlich Österreichische Frauenzeitung. Der Name der Zeitschrift blieb in dieser Form bis Februar 1928 erhalten. Als Herausgeber, Eigentümer, Drucker und Verleger fungierte die Deutsche Verlagsdrucker Graz, Schriftleiterin war Helene Wagner. Nachdem die Zeitschrift zwischen Juli und Oktober 1927 nicht erschienen war, trat ab November nämlichen Jahres als Eigentümer, Verleger und Herausgeber der Bund für Fraueninteressen aus Graz auf, den Druck übernahm F. Semlitsch aus Bad Radkersburg. Das Blatt erschien im Format 4° und umfasste zunächst bis zu 22 Seiten. Ab der Dezember-Ausgabe von 1927 wurde der Umfang deutlich auf nur noch acht Seiten reduziert. 
Mit der Ausgabe vom April 1928 wechselte die Zeitschrift ihren Titel in Österreichs Frauenzeitung.  Der ursprüngliche Titel Die Frau und ihre Interessen blieb als Zusatz erhalten und wurde mit der Märzausgabe 1930 in Die Frau und ihre Interessen und der neue Haushalt geändert. Zudem trat die Zeitschrift ab der zweiten Jahreshälfte 1928 als Organ für alle Frauenstände auf. Mit der ersten Ausgabe 1931 verschwand schließlich der alte Zusatztitel und die Zeitschrift wurde für wenige Ausgaben unter dem Hauptsachtitel Die Sendung der Frau publiziert, wobei die Zeitschrift mit dem Zusatztitel Österreichs Frauenzeitung und Organ für wirtschaftliche, soziale und kulturelle Frauen-Interessen herausgegeben wurde. In der weiten Jahreshälfte 1931 erschien die Zeitschrift wieder unter dem alten Titel Österreichs Frauenzeitung und Die Sendung der Frau wurde zum Zusatztitel. Helene Wagner, die bereits als Schriftenleiterin von Die Frau und ihre Interessen fungiert hatte, war zu dieser Zeit bereits auch Eigentümerin, Herausgeberin, Verlegerin und Schriftenleiterin von Österreichs Frauenzeitung. Gedruckt wurde die Zeitschrift weiterhin von F. Semlitsch in Bad Radkersburg. Lediglich die Ausgaben von Jänner und Februar 1931 wurden von H. Stiasny's Söhne gedruckt. Mit Österreichs Frauenzeitung erschienen die Beilagen Der Neue Haushalt und Die Schachenmayrin, der Umfang der Publikation schwankte mit 10 bis über 20 Seiten sehr stark. 